# Astragalus cernuiflorus
Astragalus cernuiflorus är en ärtväxtart som beskrevs av Nikolai Fedorovich Gontscharow. Astragalus cernuiflorus ingår i släktet vedlar, och familjen ärtväxter. Inga underarter finns listade i Catalogue of Life.